# Amilcare Zanella
Amilcare Zanella (né le 26 septembre 1873 à Monticelli d'Ongina – mort le 9 janvier 1949 à Pesaro) est un compositeur, pianiste, pédagogue et chef d'orchestre italien.

## Biographie
Il a commencé à étudier la musique à Crémone avec Andreotti, le chef de l'orchestre d'harmonie. Puis en 1883, il est entré au conservatoire de Parme que dirigeait Giovanni Bottesini. Il y a étudié le piano et la composition avec Giusto Dacci. À 12 ans, il avait écrit des danses pour l'orchestre de sa ville natale. À 16 ans, il dirigeait l'orchestre du Teatro Regio de Parme. En 1894, il est allé en Amérique du Sud comme adjoint de Marin Mancinelli, et y est resté jusqu'en 1900, s'y faisant admirer en tant que pianiste et compositeur. De retour en Italie, pour se faire connaître, il recrute à ses propres frais un orchestre, avec lequel il réalise en 1901 une longue tournée en tant que compositeur, chef d'orchestre et pianiste.
En 1903, il a été nommé directeur du Conservatoire de musique de Parme, un poste qu'il a occupé jusqu'en 1905, quand il a réussi à succéder à Pietro Mascagni dans la direction du Liceo Rossini de Pesaro, où on lui a également confié l'enseignement de la composition. Il est resté en poste jusqu'en 1940.
Comme chef d'orchestre, son activité était ininterrompue: concerts à Trieste (1907), Rome (1909), à Naples, Bari, Gênes, Turin, Parme, Milan, Bologne (commémoration de Verdi après 1913 au Teatro Comunale avec la Messe de Requiem), Parme (commémorations de Corelli et Merulo), tournée avec la Cenerentola de Rossini en version complète à Pesaro en 1920, Rome, Parme, Reggio Emilia, Modène, Bergame, à Milan avec l'interprétation de l'Orfeo de Claudio Monteverdi à l'occasion du troisième centenaire.
À Pesaro, il a été initié à la franc-maçonnerie, le 28 mai 1919 à la Loggia XI Settembre 1860.

## Œuvres
En tant que compositeur, il s'est consacré principalement à la musique instrumentale. Sa musique se caractérise par la vivacité rythmique et la couleur, et présente souvent une pointe d'ironie.

### Opéras lyriques
- Aura (Pesaro, 27 août 1910)
- La sulamita (Plaisance, 11 février 1926)
- Il revisore, opéra en 1 acte (Teatro Verdi (Trieste), 20 février 1940)

### Musique vocale
- Messa di Requiem, pour 3 voix d'hommes et orgue (1915)

### Musique symphonique
- Concerto sinfonico, pour piano et orchestre (1897-98)
- Andante melodico, pour cor en fa et cordes (1901)
- Fede, poème symphonique (1901)
- Symphonie nº 1 en mi mineur op. 24  (1901)
- Fantasia et grande fugato sinfonico a quattro soggetti, op. 25, pour orchestre et piano (1902)
- Danse paysanne (1906)
- Marcia eroica pour orchestre d'harmonie
- Romanza pour violoncelle et orchestre
- Vita, poème symphonique en 4 épisodes (1907)
- Festa campestre (publié en 1907, Schmidl d. Trieste)
- Humoresque et pensée triste (1916)
- Scherzo in la mineur (1916)
- Fantasia sinfonica, 1918
- Seconda sinfonia fantastica, op. 76, 1919 - existe en version pour piano à 4 mains
- Edgar Poe, impressions symphoniques (vers 1921)
- Poemetto, pour violon et orchestre (1922)
- Elegia et momento frenetico pour archets et xylophone à clavier (1923)
- Due pezzi pour orchestre : 1., Lacrymae Rerum et 2. umoresca (publié en 1941?)

### Musique de chambre
- Quintette (piano, 2 violons, alto, violoncelle), op.64 (pub. 1918)
- Quintette pour cuivres (sans date)
- Quatuor à cordes en la majeur, op. 62 (pub. 1919)
- Quatuor à cordes (1924)
- Trio pour piano, violon, violoncelle mi mineur, op.23
- Trio pour piano, violon, violoncelle sol mineur, sens op., (1928)
- Sonate pour violon et piano, (1917)
- Sonate pour violoncelle et piano, en la majeur, op.72, (1916)

### Musique pour le piano
- Sonata drammatica, op. 5 (1890);
- Tempo di Landler, op. 27
- Tempo di minuetto, op. 29
- Une drôle de chanson, op. 30
- Petite berceuse, op. 31
- Mazurka, op. 33
- Presto, presto..., op. 35
- Libro di sogni, op. 40
- Tre mazurke, op. 43
- Due Studi, op. 44 (1906);
- Due leggende, op. 47
- Due valzer melodici, op. 52 (1917);
- Tempo di minuetto n. 2, op. 58 n. 1 (1917);
- Lacrimae rerum, umoresca, op. 58 n. 2 (1917);
- Scherzo-studio in sol min, op. 59 (1917);
- Due poemetti, op. 65 (1919);
- Introduzione e fuga a 2 soggetti, op. 67 (1917);
- Capriccio in forma di mazurka, op. 69 (1917);
- Sonata in mi bem min, op. 70 (1924);
- Poema fantastico, op. 80 (1937);
- Novelletta, op. 93 (1948);
- Andante e scherzo per quartetto d'archi in riduzione per pf (1888);
- Due fughe (1890)

## Source
- (it) Cet article est partiellement ou en totalité issu de l’article de Wikipédia en italien intitulé « Amilcare Zanella » (voir la liste des auteurs).